# Jean-Baptiste Berthier
Pour les autres membres de la famille, voir famille Berthier.
Pour les articles homonymes, voir Berthier.
Jean-Baptiste Berthier né le 6 janvier 1721 à Tonnerre et mort le 21 mai 1804 à Paris est un ingénieur-géographe et architecte du XVIIIe siècle.

## Biographie
Jean-Baptiste Berthier, né le 6 janvier 1721 à Tonnerre dans l'Yonne est le fils unique de Michel Berthier, originaire de Chaource dans l'Aube, issu d'un milieu de laboureurs qui s'établit comme charron à Tonnerre dans l'Yonne où il épousa Jeanne Dumez.
Il devient instructeur d'école militaire. En 1739 il est à Paris à l'École de Mars, où il apprend aux jeunes nobles  la tactique de prise des fortifications. Passé au régiment Royal-Comtois, il devint en 1745 ingénieur géographe avec le grade de lieutenant, et promu en 1758, grâce à son intelligence et au soutien de ses supérieurs, lieutenant-colonel, ingénieur-géographe en chef des camps et marches des armées du roi (1758-1772), au Dépôt de la Guerre, corps qu'il avait organisé, et qu'il commanda sous les rois Louis XV et Louis XVI, auxquels il rendait personnellement compte de ses opérations.
Il avait rencontré Louis-Nicolas van Blarenberghe lors de la guerre de Succession d'Autriche : une étroite amitié se lie entre les deux hommes qui commencent à être connus, Louis-Nicolas place son fils Henri-Joseph, dans l'Atelier des ingénieurs-géographes de Versailles, et, en 1773, Louis-Alexandre, qui suit la même carrière que son père Jean-Baptiste, part avec Louis-Nicolas et Henri-Joseph pour se perfectionner en dessin.
Chargé dès 1759 de la construction des hôtels de la Guerre et des Affaires Étrangères et de la Marine à Versailles, il poursuivit la carte des Chasses du Roi en 1764.
En reconnaissance de ses services, il est anobli par lettres patentes du juillet 1763 et nommé  chevalier des Ordres du roi la même année.
En 1772 il est destitué son poste de directeur des ingénieurs géographes mais conserve son titre de gouverneur des trois Hôtels-ministères de Versailles.

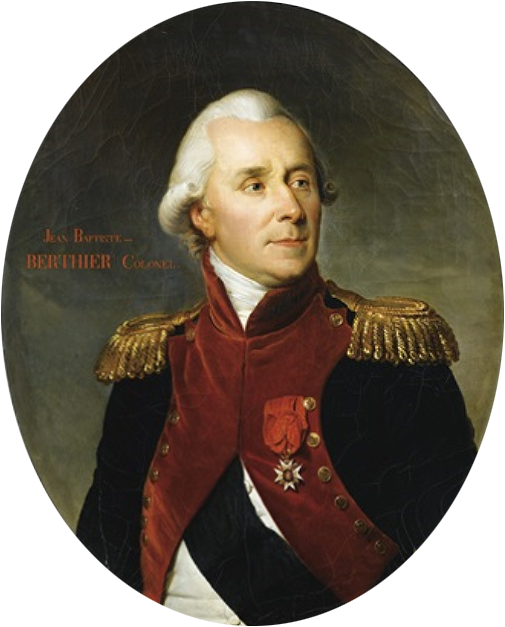
Portrait de Jean-Baptiste Berthier.

### Hôtels de la Guerre, des Affaires étrangères et de la Marine
Depuis l'emménagement de la cour à Versailles, les ministères et les différentes administrations étaient dispersés tant à Paris que dans la ville de Versailles. En 1759, l'ingénieur-géographe du Roi, suggère au maréchal de Belle-Isle, secrétaire d'État à la Guerre, d'édifier, près du château de Versailles, un bâtiment permettant de grouper tous les services du ministère. Le Roi accorda un terrain à l'emplacement de l'ancien potager de Louis XIII. Berthier conçut alors en 1759 l'hôtel de la Guerre de Versailles (situé au 3 de l'actuelle rue de l'Indépendance américaine), construisant le premier grand bâtiment conçu dans le but de limiter une propagation d'incendie (en utilisant la technique dite de voûtes plates). Deux ans plus tard, à la demande du duc de Choiseul, il fut chargé de la construction, sur le même principe, d'un hôtel attenant, celui des Affaires étrangères et de la Marine pour abriter les services et les archives des deux ministères regroupés.
Il fut le gouverneur de ces deux hôtels, première cité administrative de l'histoire qui abritait alors le ministère de la Guerre et possédait une direction des fortifications (la direction centrale du génie issue de ce service, occupe aujourd'hui encore les locaux de l'Hôtel de la Guerre).

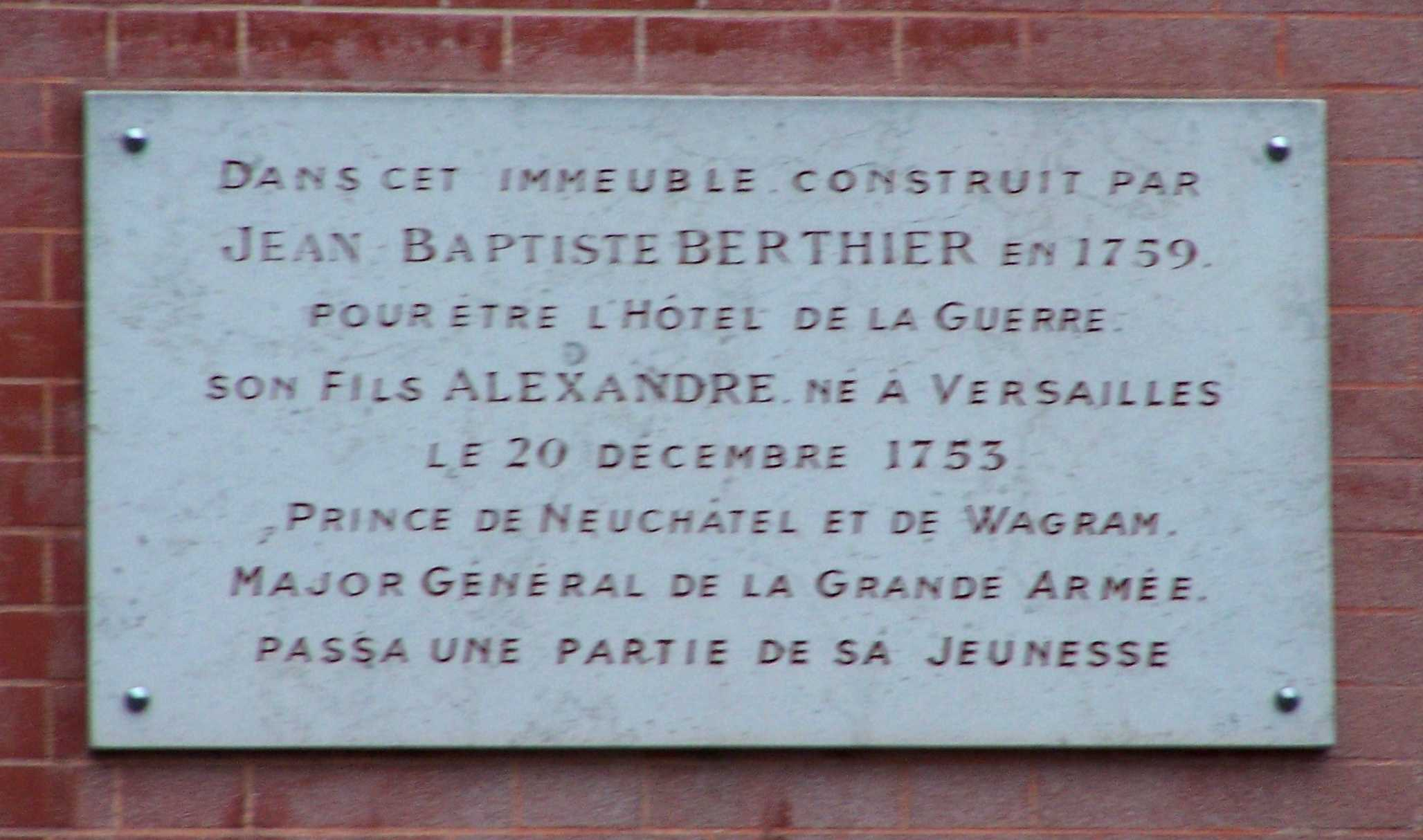
Plaque commémorative à la mémoire de Berthier apposée sur l'hôtel de la Guerre, rue de l'Indépendance Américaine à Versailles.

### Famille
Marié en 1749 à Marie-Françoise Lhuillier de la Serre il en eut, entre autres enfants, trois fils, Louis-Alexandre, César-Gabriel et Victor-Léopold, qui furent les auteurs de trois branches. Veuf, il se remaria dans un âge avancé le 5 juin 1791 avec Élisabeth Chevron et en eut un fils, Alexandre-Joseph, né à Paris en 1792, qui fut l'auteur d'une quatrième branche.

## Décorations
- Chevalier des Ordres du roi en 1763 ;
- Chevalier de l’Ordre royal et militaire de Saint-Louis.

## Armes
| Image | Blasonnement |
| ----- | --- |
|       | D'azur, à deux épées d'argent, garnies d'or, passées en sautoir, cantonnées en chef d'un soleil, en flanc et en pointe de trois cœurs du même, enflammés de gueules |